# Nicolas Fritsch
Nicolas Fritsch (París, 19 de desembre de 1978) va ser un ciclista francès, que fou professional entre 1999 i 2006.

## Palmarès
- 1999
  - Vencedor d'una etapa a la Ronda de l'Isard d'Arieja
- 2003
  - 1r al Tour de Finisterre
  - Vencedor d'una etapa a la París-Corrèze
- 2007
  - 1r al Circuit de Saône-et-Loire
  - Vencedor d'una etapa a la Ronda de l'Oise

### Resultats al Tour de França
- 2003. 78è de la classificació general
- 2005. Abandona (12a etapa)

### Resultats al Giro d'Itàlia
- 2003. Abandona
- 2004. 51è de la classificació general